# Alfred Mahan
Alfred Thayer Mahan (West Point, Nueva York, 27 de septiembre de 1840 - 1 de diciembre de 1914) fue un historiador y estratega naval estadounidense. Fue él quien empleó el término Medio Oriente por primera vez, en un artículo de septiembre de 1902 titulado «The Persian Gulf and International Relations», y publicado oportunamente en la National Review de Londres.
Hijo de Mary Helena Mahan y de un reputado profesor de táctica en West Point llamado Dennis Hart Mahan, sirvió en la Marina durante la Guerra de Secesión, y luego fue presidente del Colegio de Guerra Naval de Newport en Rhode Island.
Mahan sobre todo es conocido por la influencia que tuvo en la doctrina marítima de Estados Unidos. Su obra The Influence of Sea Power upon History, 1660-1783 (1890) tuvo mucha influencia, en su época, sobre la importancia y la necesidad, para los Estados Unidos, de desarrollar una Armada potente y muy operativa.
En 1902, ocupó la presidencia de la American Historical Association, y se retiró como contraalmirante en 1906.

## Teoría de Mahan
En sus libros, el almirante Mahan trataba de explicar de dónde provenía el prestigio y la fortaleza del Imperio británico, afirmando que la respuesta podía encontrarse en la adquisición por parte de los británicos de la supremacía marítima, gracias a lo cual se aseguraron lo siguiente: 
- un comercio exterior próspero,
- una muy buena y eficiente marina mercante, capaz de apoyar dicho comercio,
- una potente marina de guerra, que pudiera ir en defensa de los barcos de comercio allá donde se la necesitase,
- una serie de bases marítimas, en donde los navíos podrían reabastecerse o ser reparados,[3] y
- varios territorios coloniales, para proporcionar las materias primas que necesitaba la industria de la metrópoli, permitiendo así satisfacer las necesidades más exigentes de los mercados de consumo en cuanto a productos finos y/o exóticos.

Mahan opinaba que estos cinco elementos a la vez eran complementarios e indispensables para asegurar la prosperidad y la supremacía, ya que sin ellos o sin algunos de ellos, una nación inevitablemente quedaba en inferioridad de condiciones, y sin posibilidades de obtener la eficiencia y los rendimientos que eran de desear: los estadounidenses supieron aprender bien la lección, y aprovechar en su beneficio esta doctrina.
Se daba perfectamente cuenta de que, en su época, no era posible rivalizar y competir con los británicos de igual a igual, y que en el camino de reafirmación de poder que debía recorrer Estados Unidos de América , la toma de control de territorios o de colonias sería la última etapa a cumplir. Lo primero de lo que debía preocuparse el gobierno estadounidense, era de establecer una flota de guerra propia susceptible de controlar los océanos en el entorno del propio territorio estadounidense; acto seguido, debía preocuparse por impedir acceder a sitios estratégicos cercanos a las zonas a defender, a todo potencial enemigo o competidor; finalmente, una posterior preocupación sería marcar presencia militar y comercial en las principales rutas marítimas del globo, a pesar de que se encontraran lejos del propio territorio.
En cuanto a adquisiciones, Mahan no recomendaba la anexión de cualquier territorio, sino que era selectivo: decididamente no era partidario de la adquisición de Guam, de Filipinas, y de ninguna isla al oeste de Hawái; y en el Caribe, estaba muy poco interesado en Cuba, Haití, o Puerto Rico, islas todas ellas muy pobladas, pues prefería Hawái, así como una de las Indias Occidentales Danesas, el control de la zona de un canal transoceánico, y el alquiler de al menos un buen puerto en América Central o América del Sur.

## Influencia de Mahan

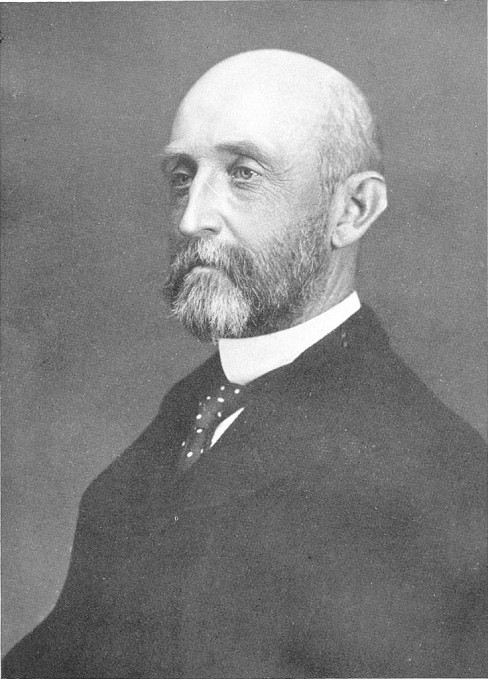

La importancia de las aportaciones intelectuales de Mahan vienen sobre todo de la influencia que este especialista ejerció sobre gobernantes y personalidades, en cuanto a la definición de la política extranjera estadounidense. Dicha influencia se manifestó muy particularmente sobre Benjamin Franklin Tracy, secretario de la Marina, quien oportunamente propuso un vasto plan de construcciones navales en 1889, así como sobre Henry Cabot Lodge, miembro de la Comisión de la Marina en la Cámara de representantes entre 1889 y 1893, y después en el Senado a partir de 1895, y obviamente también sobre Theodore Roosevelt, quien fue nombrado Assistant Secretary de la Marina en marzo de 1897.
Henry Lodge, por ejemplo, declaró en el Senado el 2 de marzo de 1895, que ninguna nación podría ser realmente poderosa e importante, sin tener una buena flota naval, y sin poseer ciertas islas como las de Hawái, consideradas clave en el océano Pacífico.
La propia construcción de un canal transoceánico, el futuro Canal de Panamá, perdería buena parte de su valor estratégico-potencial, si no se tuviera una buena flota de barcos.
Theodore Roosevelt, en 1882, al poco de dejar las universidad de Harvard, escribió un libro sobre la guerra de 1812, y en donde adoptó completamente los puntos de vista de Mahan.
En 1890, el Naval Policy Board (Consejo de política marítima) nombrado por Benjamin Tracy, afirmó la necesidad para Estados Unidos de tener una flota poderosa y operativa, no solamente para el patrullaje costero, sino también para proteger sus rutas comerciales. Las recomendaciones del consejo no fueron enteramente seguidas, pero parte de estas ideas se reflejaron en el Naval Act de 1890, y en la construcción de acorazados costeros capaces de internarse en alta mar para eventualmente cumplir misiones más ambiciosas. En 1898, durante la Guerra hispano-estadounidense, la United States Navy contaba ya con 5 acorazados, en 1900, era la tercera en el mundo, y en 1908, pasó a ser segunda.

## Citas
"Una derrota abrumadora o una marcada inferioridad en presencia de una flota enemiga, equivale a una dislocación completa de todo el sistema de las colonias y de sus zonas de influencia, cualquiera que fuere el lugar de la citada derrota".
"Una potencia marítima en primer lugar promueve el comercio sobre las rutas más ventajosas; y una potencia militar siempre sigue al comercio, para ayudarlo a progresar y para protegerlo".
"Las guerras se ganan desde el mar, por el estrangulamiento económico del enemigo, puesto que el poder naval dominante hará desaparecer al enemigo de una determinada zona marítima o le permitirá aparecer en ella como si fuera un fugitivo".

## Obras
- The Gulf and Inland Waters. The Navy in the Civil War, Bd 3, Charles Scribner's Sons, New York 1883 (en línea, PDF)
- The Influence of Sea Power upon History, 1660-1783. Little, Brown & Co, New York 1890, Dover Publications, 1987 ISBN 0-486-25509-3.
- The Influence of Sea Power upon the French Revolution and Empire, 1793–1812. Little, Brown & Co, Boston 1892.
- Admiral David Glasgow Farragut. D. Appleton and Company, New York 1892.
- The Interest of America in Sea Power, Present and Future. Little, Brown & Co, Boston 1897, Kennikat Press, Port Washington, New York 1970.
- From Sail to Steam - Recollections of Naval Life. Harper and Brothers, New York 1907.
- The Strategic Features of the Gulf of Mexico and the Caribbean Sea, en Harper's Magazine. New York, octubre de 1897 ISSN 1045-7143.